# Vesica piscis

Costruzione geometrica della vesica piscis

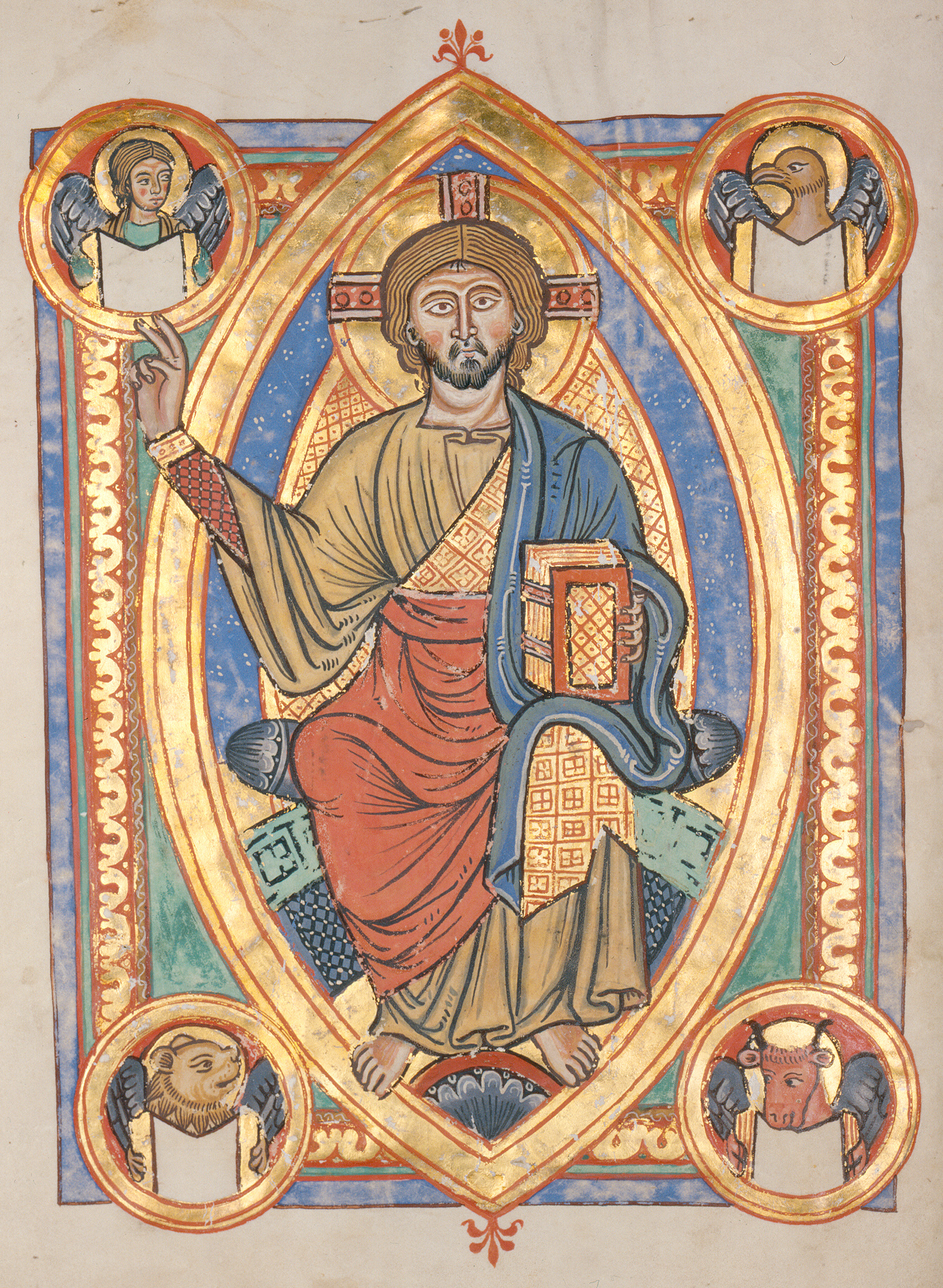
Cristo in Maestà rappresentato dentro una mandorla (vesica piscis) in una miniatura medievale

La vesica piscis o mandorla è un simbolo di forma ogivale ottenuto da due cerchi dello stesso raggio, intersecantisi in modo tale che il centro di ogni cerchio si trovi sulla circonferenza dell'altro.
Il nome significa letteralmente "vescica di pesce" in latino.
Conosciuto in India, nell'antica Mesopotamia, in Africa e nelle civiltà asiatiche, esso passa nel Cristianesimo come un riferimento a Cristo, come è evidente nell'ichthys.
Nella successiva elaborazione dell'iconografia cristiana, la mandorla viene associata alla figura del Cristo o della Madonna in Maestà e rappresentata in molti codici miniati e sculture del Medioevo, come nell'affresco o nell'arte musiva. In tale contesto è un elemento decorativo romanico-gotico utilizzato per dare risalto alla figura sacra rappresentata al suo interno, spesso attorniata all'esterno della mandorla da altri soggetti sacri. Ha una doppia valenza: 
- alludendo al frutto della mandorla, e al seme in generale, diventa un chiaro simbolo di Vita e quindi un naturale attributo per Colui che è "Via, Verità e Vita".
- come intersezione di due cerchi essa rappresenta la comunicazione fra due mondi, due dimensioni diverse, ovvero il piano materiale e quello spirituale, l'umano e il divino, l'unione. Gesù, il Verbo divino fattosi uomo, diventa il solo Mediatore fra le due realtà, il solo pontefice fra il terrestre e il celeste, e come tale viene rappresentato all'interno dell'intersezione. A conferma di ciò, in alcune miniature del periodo carolingio e ottoniano i due cerchi vengono anche rappresentati attorno al Cristo, ma uno sopra e uno sotto.